# Jodi Etcheverry
Jodi Etcheverry (* 16. Oktober 1985) ist eine frühere kanadische Biathletin.
Jodi Etcheverry begann erst im Alter von 16 Jahren mit dem Skilaufen und 2002 mit dem Biathlonsport. Zuvor war sie Leichtathletin. Ihre ersten Rennen bestritt sie auf nationaler Ebene, bevor sie 2005 in mehreren Rennen des Biathlon-Europacups der Junioren eingesetzt wurde. 2007 debütierte sie zunächst in Cesana San Sicario als 27. im Einzel im Biathlon-Europacup. Nur wenig später trat sie erstmals und gleichzeitig das einzige Mal im Biathlon-Weltcup an. Beim Sprint von Pokljuka kam sie auf den 69. Rang. Anschließend lief sie wieder im Europacup und erreichte dort als bestes Resultat einen elften Platz in der Verfolgung von Nové Město na Moravě. Zweimal trat Etcheverry bei internationalen Großereignissen an. Zunächst startete sie bei den Biathlon-Europameisterschaften 2008 in Nové Město und wurde dort 56. im Einzel, 55. der Verfolgung und Elfte mit der Staffel. In der Verfolgung kam sie nicht ins Ziel. Besser lief es bei den Nordamerikanischen Meisterschaften im Skiroller-Biathlon 2008 in Canmore. Im Sprint kam Etcheverry auf den fünften, in der Verfolgung auf den elften Platz. Zuvor gewann sie schon zwei Bronzemedaillen im Einzel und mit der Mixed-Staffel bei den kanadischen Meisterschaften in Whistler. 